# Hako GmbH
Pour l’article homonyme, voir Hako.
Hako GmbH est un fabricant d'équipement de balayage de voirie et de véhicules utilitaires ultra-légers, dont le siège social est à Bad Oldesloe, en Allemagne.

## Histoire

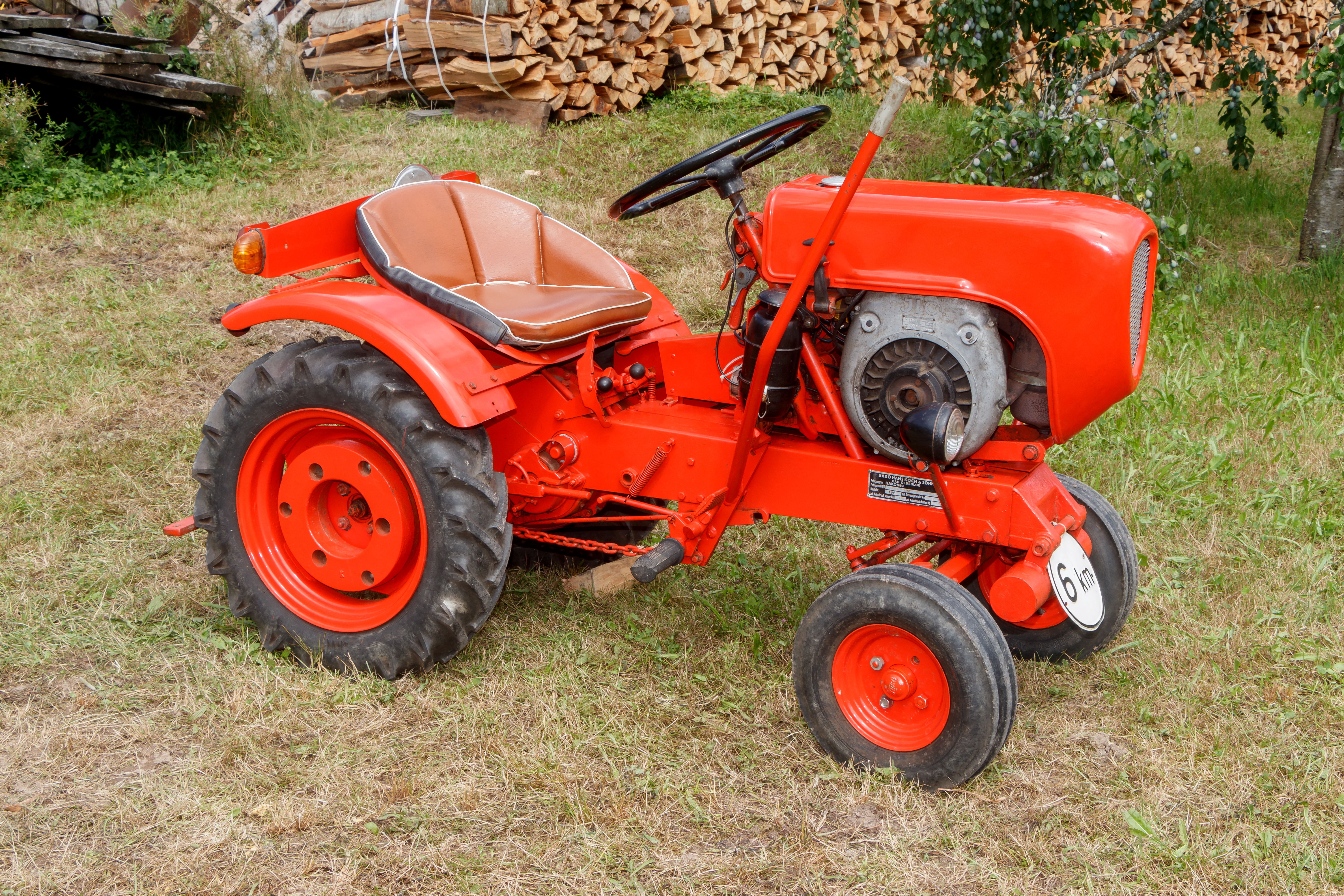
Hakotrac T6 dont la production a commencé en 1960.

La société a été fondée en 1948 à Pinneberg par Hans Koch,.
En 1998, Hako a repris Multicar, permettant de prendre pied dans le secteur des porteurs et dans le secteur des porte-outils multifonctions.

## Structure
Hako est une filiale du groupe Possehl Group. Hako comprend six marques (MinuteMan,, et PowerBoss aux États-Unis), cinq usines, quinze bureaux de vente et des vendeurs dans 25 pays de l'UE (plus 20 pays supplémentaires au niveau international).